# Kaplöffelente
Die Kaplöffelente (Spatula smithii, Syn.: Anas smithii), auch Südafrikanische Löffelente genannt, ist ein südafrikanischer Entenvogel, der zu den Schwimmenten gerechnet wird. Sie ist die größte der Löffelenten.

## Erscheinungsbild
Die Kaplöffelente erreicht eine Körperlänge von 53 Zentimetern. Sie schwimmt verhältnismäßig tief im Wasser, der Schnabel weist meist in Richtung Wasseroberfläche. Die Männchen können vor allem durch ihren hell rahmfarbenen Kopf und die aufgehellten Halsseiten identifiziert werden, die sich deutlich von dem dunklen, klobigen Schnabel und dem dunklen Körpergefieder absetzen. Schulter- und Scapulargefieder sind besonders dunkel und glänzen schwach grün. Die Flankenfedern sind rotbraun gesäumt. Die Weibchen sind etwas kleiner und haben einen helleren Schnabel. Bei ihnen kontrastiert außerdem das Körpergefieder nicht so auffällig mit dem Kopfgefieder. Im Flug sind gleichfalls der große Schnabel sowie die hell blaugrauen Flügeldecken wesentliche Erkennungsmerkmale. Der grüne Flügelspiegel ist beim Männchen immer weiß begrenzt. Beim Weibchen ist dieses Merkmal unauffälliger ausgeprägt und kann bei einzelnen Individuen auch ganz fehlen. Die Weibchen sind insgesamt etwas dunkelgrauer als die anderer Löffelenten. Die Unterflügel sind bei beiden Geschlechtern blassbraun. Das Männchen hat gelbe Füße und Beine. In der Fortpflanzungszeit sind sie von einem leuchtenden Gelborange. Die Augen sind gelb. Bei den Weibchen ist der Schnabel eher dunkelbraun als schwarz. Die Beine und Füße sind gelbbraun. Die Augen sind dunkelbraun. Jungenten gleichen in ihrem Federkleid den Weibchen. Sie sind jedoch ein wenig heller und ihr Gefieder ist nicht so kontrastreich. Bei männlichen Jungenten sind die Schulterpartien bereits schwärzlich und die großen Armdecken weiß. Bei den jungen Weibchen dagegen ist das Rückengefieder heller und die großen Decken grau.
Die Kaplöffelente weist keinen saisonalen Dimorphismus auf. Das unterscheidet sie von afrikanischen Anas-Arten, bei denen die Männchen alle ein sich farblich unterscheidendes Ruhe- und Prachtkleid tragen. Das Mauserschema dieser Entenart ist bislang nicht ausreichend untersucht. Sie wechseln aber vermutlich zweimal im Jahr ihr Gefieder.
Eine Verwechslungsmöglichkeit besteht vor allem mit der im Verbreitungsgebiet der Kaplöffelente überwinternden eurasischen Löffelente, deren Ruhekleid dem Federkleid der Jungenten der Kaplöffelente sehr stark gleicht.

## Verbreitungsgebiet
Das Verbreitungsgebiet der Kaplöffelente ist auf den Süden Afrikas begrenzt. Es reicht vom Kap bis ins südwestliche Angola, in den Norden Namibias, Botswana und dem Südwesten Simbabwes. Die Kaplöffelente fehlt im Norden des Transvaals sowie in Mosambik. Sie ist ein Teilzieher. In Südafrika beringte Vögel sind 1680 Kilometer weiter nördlich in Namibia wiedergefunden worden. Irrgäste sind gelegentlich in Sambia, Tansania und Zaire zu beobachten.
Die Kaplöffelente gilt im Südwesten Afrikas als häufig. Bestandszahlen sind bislang nicht zuverlässig ermittelt worden, da insbesondere die nomadische Lebensart dieser Ente im Landesinneren von Afrika eine Bestandserfassung erschwert. Die weltweite Population wird auf etwa 30.000 bis 50.000 Enten geschätzt. Es gibt keine Anzeichen, dass diese Entenart in ihrem Bestand bedroht ist.

## Lebensraum und allgemeine Verhaltensmerkmale
Die Kaplöffelente ist vor allem an flachen Süßgewässern und in Feuchtgebieten zu beobachten. Sie nutzt außerdem Überschwemmungsgebiete. Zur Nahrungssuche nutzt sie auch Flussmündungen und Brackwasser-Lagunen sowie Salzseen. Tiefe und schnell fließende Gewässer werden dagegen von ihr gemieden. Entscheidend für eine Besiedelung eines Gewässers ist das Nahrungsangebot und weniger die Beschaffenheit der Ufervegetation.
Außerhalb der Fortpflanzungszeit sind Kaplöffelenten häufig in kleinen Trupps zu beobachten. Große Schwärme sind selten, auch wenn schon Ansammlungen von bis zu 600 Individuen beobachtet wurden. Ihre Nahrung findet die Kaplöffelente, indem sie in flachen Gewässern das Wasser durchseiht. Häufig schwimmt sie dabei mit untergetauchtem Kopf. Nur sehr selten gründelt sie. Wie bei Löffelenten oft zu beobachten, sucht diese Entenart ihr Futter häufig gemeinsam mit anderen Löffelenten. Zwei bis sieben Kaplöffelenten schwimmen dabei in einem Kreis und nehmen Wasserwirbellose und Kaulquappen auf. Über die Bedeutung der pflanzlichen Nahrung gibt es unterschiedliche Ansichten. Nach der Ornithologin Janet Kear spielt pflanzliche Nahrung nur eine geringe Rolle in der Ernährung dieser Entenart. Nach dem gleichfalls auf Enten spezialisierten Ornithologen Hartmut Kolbe machen Samen und Grünteile von Wasserpflanzen, und zwar insbesondere von Laichkräutern, 30 Prozent der Ernährung aus.

## Fortpflanzung
Das Balzrepertoire der Kaplöffelente unterscheidet sich nicht wesentlich von denen anderer Löffelenten. Die Männchen halten sich häufig auch während der Brutzeit und der Zeit der Jungenaufzucht in der Nähe der Weibchen auf und verteidigen diese energisch.
Gelege der Kaplöffelenten wurden bisher in allen Monaten gefunden. In einigen Regionen wird die Fortpflanzungszeit wahrscheinlich durch den Beginn der Regenzeit ausgelöst. Im Transvaal fällt die Hauptfortpflanzungszeit in die Monate Juli bis September. In der südwestlichen Kapprovinz brüten die Kaplöffelenten vor allem in den Monaten August bis Dezember. Außerhalb dieser Zeit werden hier nur wenige, einzelne Gelege festgestellt.
Die Nester werden in der Regel in der Ufervegetation errichtet. Die Eier sind oval mit einer glatten Oberfläche. Die Schale ist cremefarben und kann grünlich überhaucht sein. Das Vollgelege besteht im Durchschnitt aus 9,3 Eiern (Bandbreite 5 bis 12 Eier). Es brütet allein das Weibchen. Die Brutzeit beträgt 27 bis 28 Tage. Die Jungen sind nach 56 bis 63 Tagen flügge. Vermutlich wird nur ein Gelege pro Jahr großgezogen.

## Haltung in menschlicher Obhut
Die Kaplöffelente hat im Vergleich zu vielen anderen Entenarten ein eher unscheinbares Gefieder. Entsprechend wenig wird sie von Privatzüchtern gehalten oder in Zoos gezeigt. Der britische Wildfowl Trust importierte diese Entenart 1950 und züchtete sie erstmals im Jahr 1952 nach.

## Belege